# Mnesibulus luzoni
Mnesibulus luzoni är en insektsart som beskrevs av Andrej Vasiljevitj Gorochov 2003. Mnesibulus luzoni ingår i släktet Mnesibulus och familjen syrsor. Inga underarter finns listade i Catalogue of Life.